# Театр Независимости
Театр Независимости (исп. Teatro Independencia) — оперный театр в городе Мендоса, Аргентина.

## История
Театр Независимости появился в результате проекта правительства провинции по развитию туристического коридора на площади Независимости. В 1922 году губернатор Карлос Вашингтон Ленсинас торжественно открыл отель Plaza и подписал контракт на строительство первого оперного театра в провинции Мендоса с Фаустино и Маурисио да Роза, которые в то время управляли театром «Колон» в Буэнос-Айресе.
Под надзором Министерства общественных работ страны, проект уже имел планы, одобренные с октября 1923 года, спроектированные архитектором Альфредо Исраэлем. Работы по строительству театра заняли два года и были выполнены строительной компанией Perrone y Ayerza. Наружный дизайн театра был выдержан во французском академическом стиле, а фасад включал неоклассический фронтон с коринфскими ордерами, фриз в стиле рококо, барельефный герб Мендосы и балюстраду, венчающую все здание.
Дизайн интерьера был основан на итальянских оперных театрах, а в вестибюле театра выделяется масштаб серого мрамора. Театр включает четыре этажа галерей рассчитаных на 730 сидячих мест. В театре выступает Филармонический оркестр провинции Мендоса (исп. Orquesta Filarmónica de la Provincia de Mendoza).

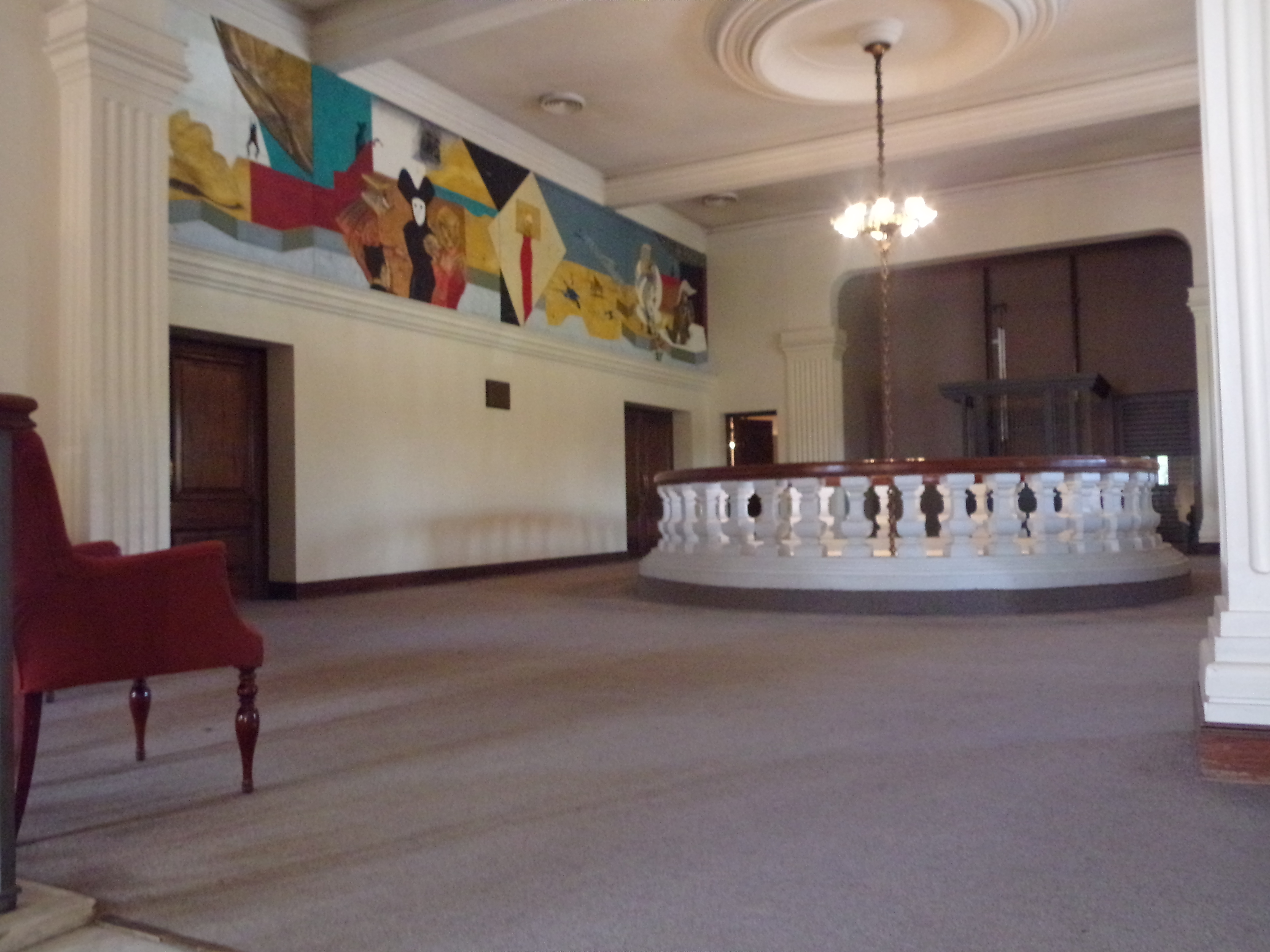
Внутри театра Независимости

После предварительного открытия в рамках фестиваля, организованного Женской бригадой Аргентинской патриотической лиги, Театр Независимости был торжественно открыт 18 ноября 1925 года премьерой оперы «Эмигрант» (исп. La emigrada) аргентинского либреттиста Висенте Мартинеса Куитиньо в исполнении Аргентинской компании драматических и комедийных спектаклей с Камилой Кирога в главной роли.
15 мая 1930 года в Мендосе вышел первый звуковой фильм под названием «Парад любви» (исп. El desfile del amor), в котором приняли участие французы Морис Шевалье, Жанетт Макдональд и Люпино Лане.
В 1944 году театр был приспособлен для демонстрации кинематографических фильмов, и первой работой, показанной в нем, была «Касабланка». В 1963 году здание пострадало от масштабного пожара, но его быстро восстановили, и в 1965 году оно было вновь открыто выступлением балетной труппы театра «Колон». Обветшавший от времени, он был вновь отреставрирован в 2000 году; 21 сентября 2003 года театр был вновь открыт выступлением сопрано Фабианы Браво.